# Línea Lakeshore West
Lakeshore West es una de las siete líneas de tren del sistema GO Transit en el área metropolitana de Toronto, Ontario, Canadá. La Linea se extiende desde Union Station en Toronto hasta Hamilton, a lo largo de la orilla del lago Ontario. Algunos viajes en tren se extienden más allá de Hamilton hasta St. Catharines y Niagara Falls.

## Historia
La línea Lakeshore West es la más antigua de los servicios de GO y se inauguró como parte de la línea Lakeshore entonces unificada el primer día de operaciones de GO Transit el 23 de mayo de 1967. El primer tren, con el número 946, partió a las 5:50 a. m. de Oakville con destino a Toronto, diez minutos antes de que comenzara el servicio en Pickering. Durante el experimento de tres años, el servicio GO Train funcionó durante todo el día cada hora desde Oakville a Pickering con un servicio de tren limitado en horas pico a Hamilton. El experimento resultó ser extremadamente popular; GO Transit transportó a su primer millón de pasajeros durante los primeros cuatro meses y promedió 15 000 por día poco después.
El servicio comenzó a correr hacia el oeste desde Union, deteniéndose en Mimico, Long Branch, Port Credit, Lorne Park, Clarkson y Oakville. Los trenes de hora punta iban a Bronte, Burlington y Hamilton, en la antigua estación de tren CN en James Street.
Los trenes GO comenzaron a dar servicio a la Exposición Nacional Canadiense en agosto de 1967 desde una plataforma más antigua justo al oeste del puente de Dufferin Street sobre la línea Lakeshore West y Queen Elizabeth Way. Para la temporada de exposiciones de 1968, se instalaron puestos temporales para atender a los pasajeros, que superaron los 24.000 en el día de mayor actividad de la temporada. Esto provocó la necesidad de una estación adecuada con capacidad adicional, y para la Real Feria Agrícola de Invierno de 1968, se construyó y puso en servicio la estación Exhibition actual.
La estación Lorne Park cerró durante el primer año de funcionamiento de la línea después de ver poco uso.

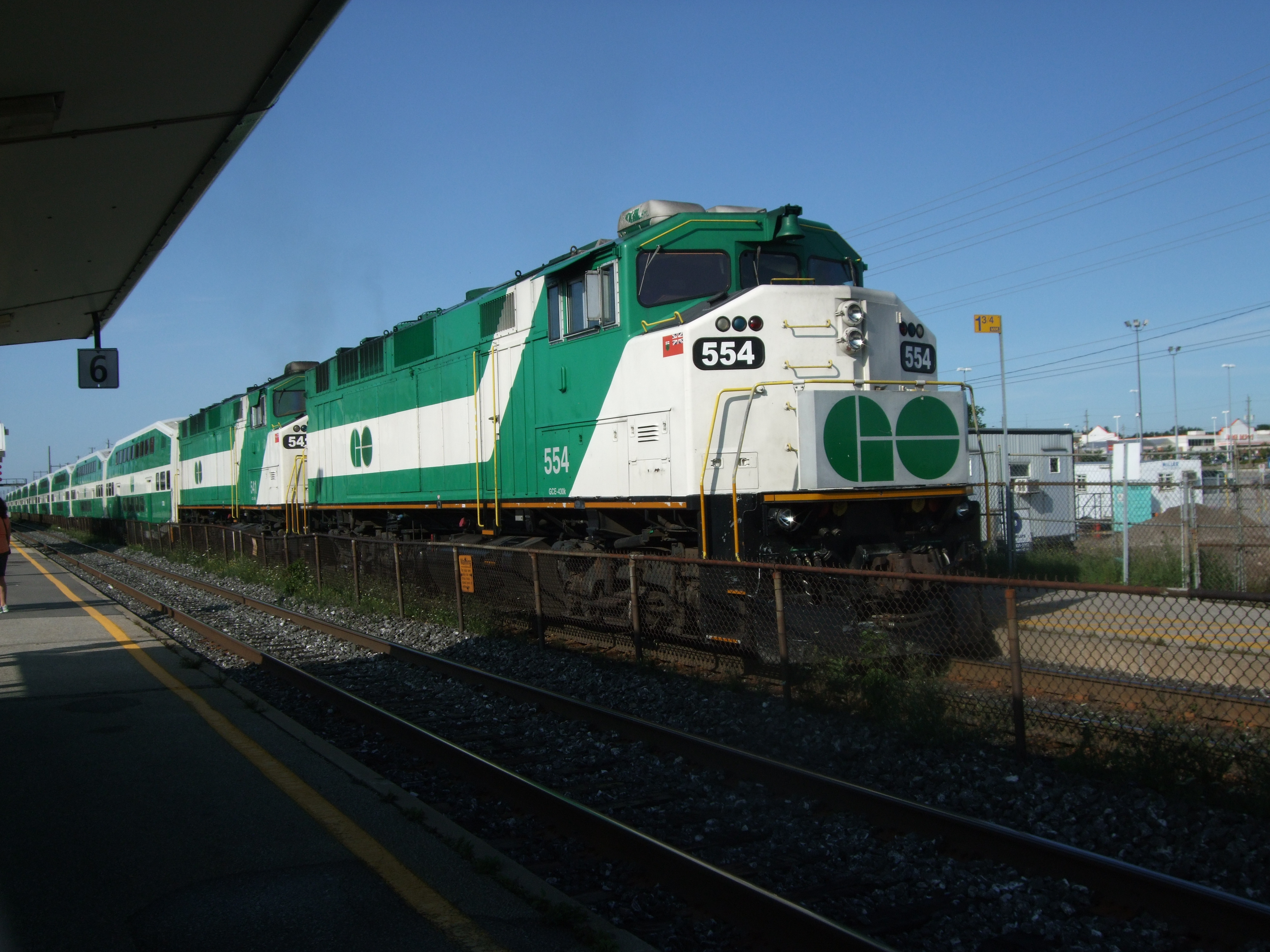
GO Transit en la estación de Oakville.

La estación de Appleby abrió el 19 de septiembre de 1988, seguida de la estación de Aldershot el 25 de mayo de 1992. La apertura de Aldershot coincidió con la extensión del servicio durante todo el día y los fines de semana de Oakville a Burlington, sin embargo, esto se revirtió debido a los recortes presupuestarios en 3 de julio de 1993.
El 29 de abril de 1996, la estación de James Street fue reemplazada por el Hamilton Centre. El servicio de todo el día a Burlington se restableció el 1 de mayo de 2000 y se extendió a Aldershot el 7 de septiembre de 2007. El 29 de junio de 2013, se incrementó el servicio durante todo el día para operar trenes cada 30 minutos.
Se agregó una tercera vía entre el arroyo Sixteen Mile y la estación Port Credit. Combinado con el trabajo adicional realizado desde principios de la década de 1990, esto le da a la línea Lakeshore West al menos tres vías desde Union Station hasta la Bayview Junction.
En 2009, como proyecto piloto, GO comenzó a operar trenes expresos a las estaciones de Via Rail en St. Catharines y Niagara Falls los fines de semana y días festivos durante la ajetreada temporada turística de verano de la región de Niagara. El servicio se brindó nuevamente durante la temporada 2010 y oficialmente se hizo recurrente permanentemente a partir de 2011.
En 2019, el servicio expreso de fin de semana comenzó a operar durante todo el año, y el 23 de mayo de 2023, se mejoró el servicio de lunes a viernes durante todo el año a las Cataratas del Niágara, con dos viajes de ida y vuelta adicionales por día a Niagara Falls.
La estación West Harbour abrió sus puertas en julio de 2015 y sirvió como una segunda terminal de Hamilton para el servicio de trenes en horas pico. En agosto de 2021, se amplió el servicio durante todo el día a esta estación.
El 7 de enero de 2019, se extendió un viaje de ida y vuelta entre semana más allá de la estación de West Harbor hasta Niagara Falls.

## Servicio
De lunes a viernes, el servicio local opera cada 15 minutos al este de Oakville, cada 30 minutos al este de Aldershot y cada 60 minutos en West Harbour. Además, once trenes expresos diarios operan durante las horas pico y fuera de las horas pico, de los cuales cuatro operan entre Toronto y Hamilton Centre, dos a West Harbour, dos a Aldershot y tres a Niagara Falls.
Los fines de semana, el servicio local opera cada 30 minutos entre Union y Aldershot, y cada 60 minutos entre Aldershot y West Harbour. Tres trenes expresos por día operan entre Toronto y el Niagara Falls.
Todos los trenes locales fuera de las horas pico, así como algunos trenes en las horas pico, tienen rutas directas con la línea Lakeshore East hasta Oshawa.
Cuatro rutas de autobuses GO se consideran parte del corredor Lakeshore West:
- La ruta 12 brinda un servicio regular entre la estación Niagara Falls y la estación Burlington.
- La ruta 15 conecta Aldershot con Brantford, a través de la Universidad McMaster.
- La ruta 16 brinda servicio expreso regular directamente entre Hamilton Centre y Toronto Union Station
- La ruta 18 conecta Aldershot con la Universidad de Brock, a través del Hamilton Centre, West Harbour y la estación St. Catharines.

## Futuro
Como parte del plan de transporte regional de Metrolinx de 2008 titulado The Big Move, la agencia identificó un servicio expreso durante todo el día entre Hamilton y Oshawa (a través de Toronto ) como una de sus 15 principales prioridades. Se espera que este proyecto, formalmente denominado GO Expansión, reduzca algunos tiempos de viaje en un 20%.
La expansión implicará electrificar la línea Lakeshore West hasta la estación de Burlington e introducir servicios ferroviarios electrificados que operarán cada 3.5 minutos durante las horas pico, además de expandir el servicio fuera de las horas pico más allá de la estación de Aldershot hacia Hamilton y más allá hasta Niagara. Caídas. La expansión también implica mejorar múltiples estaciones para incluir alojamiento mejorado para los pasajeros, así como elevar las plataformas en todas las estaciones en la línea para que tengan la misma altura que los vagones, eliminando la necesidad de subir al vagón y haciendo que todas las secciones del vagón trenes accesibles.
A principios de 2019, los funcionarios de Niagara Falls, Nueva York, expresaron interés en que GO Transit expandiera el servicio ferroviario a través de la frontera hasta la estación de Niagara Falls en Nueva York. Metrolinx declaró que existen restricciones específicas cuando un tren sale de Ontario, o de cualquier provincia de Canadá, que requieren un conjunto diferente de criterios y estándares de inspección para ingresar legalmente a los Estados Unidos, lo que dificultaría una parada en la estación.
En junio de 2020, Metrolinx publicó un caso de negocio para una estación propuesta cerca de la Bahía Humber, llamada Park Lawn. La estación será una unidad integrada de un desarrollo residencial que se está construyendo al mismo tiempo.
En mayo de 2023, el gobierno de Ontario publicó un caso de negocios para un nuevo desarrollo urbano en Mississauga, Ontario, que incluiría una nueva estación para dar servicio al desarrollo; esta estación estaría situada al oeste de Long Branch y probablemente se llamaría Estación de Lakeview. después del desarrollo de Lakeview Village.

### Región del Niágara
Metrolinx actualmente planea ampliar el servicio ferroviario entre Hamilton y Niagara Falls. El proyecto incluye tres nuevas estaciones, dos estaciones mejoradas y más de 25 kilómetros de nuevas vías. Metrolinx, cuya finalización estaba prevista originalmente para 2023, detuvo el proceso de entrega de las estaciones en la extensión del Niágara en noviembre de 2018, cuando el recién elegido 42º Parlamento de Ontario rescindió su financiación para su construcción. Para su construcción, las estaciones dependerían de financiación privada.
En 2015, se anunció la estación Confederation (en East Hamilton, cerca de Stoney Creek) con una fecha de finalización de 2019. A partir de 2022, la estación de tren está en construcción y su inauguración está prevista para 2025.
En junio de 2016, el ministro de Transporte de Ontario, Steven Del Duca, anunció que el servicio regular se ampliaría a Grimsby, y se espera que la estación Grimsby abra en 2021. En 2023, se esperaba que comenzara un servicio mejorado en las estaciones St. Catharines y Niagara Falls de Via Rail, que se actualizarán para admitir un mayor servicio.
En marzo de 2022, Metrolinx publicó un caso de negocio inicial para una propuesta de estación de Beamsville dentro de la ciudad de Lincoln. Estaría ubicado en el lado oeste de Ontario Street en Beamsville a lo largo de la línea ferroviaria. Metrolinx espera que la estación propuesta aumente el número de pasajeros de GO Transit en 48.000 viajes al año para 2041, incluidos entre 7.000 y 8.000 turistas al año. La estación propuesta posiblemente podría incluir estacionamiento para clientes, un área para subir y bajar, estacionamiento para bicicletas y un área para autobuses de transporte público local y regional.

## Propiedad
Para facilitar la expansión del servicio, Metrolinx, la agencia matriz de GO Transit, ha adquirido gradualmente partes del corredor Lakeshore West de las compañías ferroviarias de carga Canadian National Railway (CN) y Canadian Pacific Kansas City (CPKC). La mayor parte de la línea Lakeshore West opera a lo largo de la subdivisión de Oakville, que era propiedad exclusiva de CN antes de 1998.

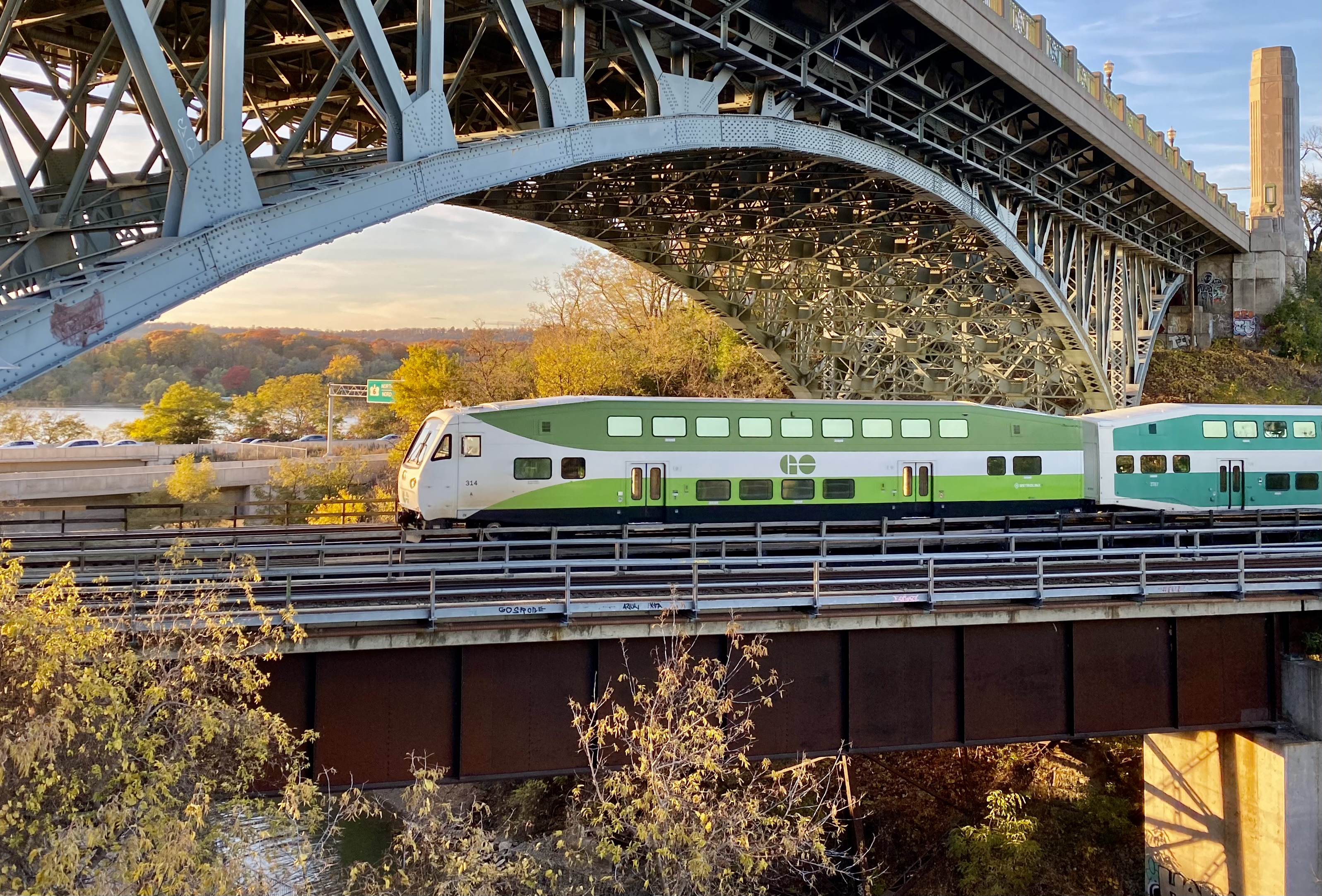
Un tren viajando en el ramal propiedad de CPKC hacia Hamilton.

El 31 de marzo de 2010, GO adquirió su primer segmento de la subdivisión de Oakville, entre Union Station y 30th Street en Etobicoke (justo al oeste de las Instalación de mantenimiento de rieles Willowbrook). El 27 de marzo de 2012, GO compró un segundo segmento inmediatamente al oeste, ampliando su propiedad a un punto justo al oeste de Fourth Line en Oakville. El 22 de marzo de 2013, Metrolinx compró un tercer segmento ampliando su propiedad hacia el oeste hasta un punto justo al oeste de la estación de Burlington, donde la Subdivisión CN Halton se une a la línea.
Además del corredor ferroviario de Union Station, estos tres segmentos representan la propiedad actual de la línea por parte de Metrolinx. CN sigue siendo propietaria de las vías entre Burlington y el Canal Desjardins, así como de la subdivisión de Grimsby que transporta trenes a la región del Niágara. CPKC es propietaria de las vías entre el Canal Desjardins y Hamilton

## Estaciones
La mayoría de los trenes locales fuera de las horas pico, así como algunos trenes en las horas pico, continúan como parte de la línea Lakeshore East después de detenerse en Union Station, sin necesidad de cambiar de tren.
El servicio se presta en tres itinerarios:
| Service legend              | Service legend                                      |
| --------------------------- | --------------------------------------------------- |
| Local                       | Opera en todo momento                               |
| Expreso en horas pico       | Funciona en los períodos pico de los días de semana |
| Expreso fuera de horas pico | Opera fuera de los períodos pico                    |

Las estaciones de la ruta son:
| Estación                        | Localidad      | Rutas | Rutas                 | Rutas                                                       | Conexiones                                                                                           |
| Estación                        | Localidad      | Local | Expreso en horas pico | Expreso fuera de horas pico                                 | Conexiones                                                                                           |
| ------------------------------- | -------------- | ----- | --------------------- | ----------------------------------------------------------- | --- |
| Union                           | Toronto        | ●     | ●                     | ●                                                           | Correspondencia Otros servicios - Canadian/Corredor/Maple Leaf - Union Pearson Express - Union - TTC |
| Exhibition                      | Toronto        | ●     | \|                    | ●                                                           | Otros servicios - TTC                                                                                |
| Mimico                          | Toronto        | ●     | \|                    | \|                                                          | Otros servicios - TTC                                                                                |
| Long Branch                     | Toronto        | ●     | \|                    | \|                                                          | Otros servicios - TTC - MiWay                                                                        |
| Port Credit                     | Mississauga    | ●     | \|                    | ●                                                           | Otros servicios - MiWay                                                                              |
| Clarkson                        | Mississauga    | ●     | ●                     | \|                                                          | Otros servicios - MiWay - Oakville Transit                                                           |
| Oakville                        | Oakville       | ●     | ●                     | ●                                                           | Otros servicios - Corredor/Maple Leaf - Oakville Transit                                             |
| Bronte                          | Oakville       | ●     | ●                     | \|                                                          | Otros servicios - Oakville Transit                                                                   |
| Appleby                         | Burlington     | ●     | ●                     | \|                                                          | Otros servicios - Burlington Transit - Oakville Transit                                              |
| Burlington                      | Burlington     | ●     | ●                     | ●                                                           | Otros servicios - Burlington Transit                                                                 |
| Aldershot                       | Burlington     | ●     | ●                     | ●                                                           | Otros servicios - Corredor/Maple Leaf - Burlington Transit - Hamilton Street Railway                 |
| Hamilton                        | Hamilton       |       | ●                     |                                                             | Otros servicios - Hamilton Street Railway                                                            |
| West Harbour                    | Hamilton       | ●     | ●                     | \|                                                          | Otros servicios - Hamilton Street Railway                                                            |
| Confederation (en construcción) | Hamilton       |       | \|                    | \|                                                          | Otros servicios - Hamilton Street Railway                                                            |
| St. Catharines                  | St. Catharines | ●     | ●                     | Otros servicios - Maple Leaf - St. Catharines Transit       | |
| Niagara Falls                   | Niagara Falls  | ●     | ●                     | Otros servicios - Maple Leaf - Niagara Falls Transit - WEGO | |